# Mexico's Next Top Model
Mexico's Next Top Model (đôi khi được viết tắt là MxNTM) là series truyền hình thực tế của Mexico dựa trên America's Next Top Model của Tyra Banks. Đây là thương hiệu nhượng quyền thứ hai ở Mỹ Latinh sau Brazil's Next Top Model. Và giống như sau, phiên bản tiếng Mexico được phát trên Sony Entertainment Television.
Chương trình này có một nhóm thí sinh nữ trẻ, những người sẽ cạnh tranh cho danh hiệu Mexico's Next Top Model và cơ hội để bắt đầu sự nghiệp của họ trong ngành người mẫu.

## Các mùa
| Mùa | Phát sóng           | Quán quân      | Á quân            | Các thí sinh theo thứ tự bị loại | Tổng số thí sinh | Điểm đến quốc tế |
| --- | ------------------- | -------------- | ----------------- | --- | ---------------- | ---------------- |
| 1   | 1 tháng 10 năm 2009 | Mariana Bayón  | Nohemí Hermosillo | Kathya Rodríguez, Yatzil Rubio, Isabel Nieto, Maria Fernanda Sánchez, Ana Laura Cubas, Silvia Noyola, Anelís Echegaray, Verónica Sánchez, Andrea Carrión, Paulina Haro, Cecilia Pérez                         | 13               | Không có         |
| 2   | 9 tháng 8 năm 2011  | Tracy Reuss    | Nikoll Vogas      | Pris Zamora, Veronica Sánchez (dừng cuộc thi), Marina Ávila, Xareni Sajarópulos, Ana Claudia Armas, Quetzalli Bulnes, Erika Coronel & Grecia Vargas, Melina Laporta, Lee Velázquez, Fer Herrera, Yael Álvarez | 14               | Không có         |
| 3   | 4 tháng 9 năm 2012  | Sahily Córdova | Paulina Barragán  | Amira Díaz, Lili Sanchez, Leti Zapatera, Analí Ramos, Eloina Cavazos, Ana Paula Crippa, Sue García, Jessica Palma, Sofía Saviano, Perla Gaspar, Alessa Bravo                                                  | 13               | Không có         |
| 4   | 19 tháng 8 năm 2013 | Paloma Aguilar | Cindy Gradilla    | Jonnuem Torres, Alejandra Ruz, Lucía de la Vega, Valeria Carmona, Magui Jimenez & Stefy Vargas, Renata Aguilar, Karely Carreón (dừng cuộc thi), Michel Estrada, Clara Gonzalez, Bárbara Cortéz, Iliana Ruiz   | 14               | Không có         |
| 5   | 29 tháng 9 năm 2014 | Vanessa Ponce  | Mariana Berumen   | Nydia Galindo, Montserrat Curis, Diana Gill, Samantha Ochoa, Andrea Ibañez, Elsa Chapa, Elisa Garcia, Kristen Fara (dừng cuộc thi), Roxana Reyes & Nebai Torres, Miranda Chamosa                              | 13               | Los Angeles      |